# Бахуташвили, Владимир Иванович
Владимир Иванович Бахуташвили (груз. ვლადიმერ ივანეს ძე ბახუტაშვილი; 1931—2005) — советский и грузинский учёный в области вирусологии и экспериментальной морфологии, доктор медицинских наук (1968), профессор (1971), член-корреспондент АН Грузинской ССР (1988), академик АН Грузии (2001).

## Биография
Родился 28 марта 1931 года в Тбилиси.
С 1950 по 1955 год обучался на медицинском факультете Тбилисского государственного медицинского института. В 1962 году закончил аспирантуру этого института на кафедре вирусологии. В 1968 году обучался в докторантуре Института вирусологии имени Д. И. Ивановского АН СССР.
С 1957 по 1966 год на клинической и практической работе в Тбилисской городской больнице в качестве врача хирурга. С 1966 года на научно-исследовательской работе в Институте санитарии и гигиены Министерства здравоохранения Грузинской ССР научный и старший научный сотрудник, а с 1972 по 1978 год — заведующий отдела вирусных и бактериальных инфекций.
С 1978 года на научно-исследовательской работе в Институт биохимии и биотехнологии имени С. Дурмишидзе АН Грузинской ССР в качестве руководителя отдела экспериментальной морфологии, с 1980 года являлся заместителем директора этого института по науке

### Научно-педагогическая деятельность и вклад в науку
Основная научно-педагогическая деятельность В. И. Бахуташвили была связана с вопросами в области вирусологии и экспериментальной морфологии, занимался исследованиями в области агнотологии, моно- и микст-герпесвирусных инфекций, патогенеза перенесённых вирусных инфекций и патогенеза дизентерии, а так же в области плаферона, апоптоза, пролиферации и стволовых клеток.
В 1962 году защитил кандидатскую диссертацию по теме: «Токсоплазмоз человека и животного», в 1968 году защитил докторскую диссертацию на соискание учёной степени доктор медицинских наук по теме: «Значение вирулентности шигелл и вирусной инфекции в патогенезе дизентерии». В 1971 году ВАК СССР ему было присвоено учёное звание профессор. В 1988 году был избран член-корреспондентом АН Грузинской ССР, а в 2001 году — действительным членом АН Грузии. В. И. Бахуташвили было написано более трёхсот научных работ, в том числе монографий.

## Награды
- Орден Чести (Грузия) (1997)[4][3]